# Michelena
Michelena es una ciudad ubicada en el estado Táchira, en Venezuela. La ciudad fue fundada el 4 de marzo de 1848 por el presbítero y doctor José Amando Pérez, tras un terremoto ocurrido en la ciudad de Lobatera; el presbítero y algunas familias se asentaron tras la tragedia en un lugar llamado Sabana Grande, propicio para la ganadería y la agricultura.

## Historia de Michelena
La historia de Michelena es muy extensa, se han descubierto fósiles que datan de hace aproximadamente 70 millones de años. También hay petroglifos encontrados en varias aldeas como Machado y en la comunidad El Uvito, que ahora se encuentran en el Museo Antropológico del Táchira. Cabe destacar que en la entrada de la ciudad llegando por Lobatera aun permanece una gran roca con dichos grabados precolombinos, llamada comúnmente la Piedra del Indio.

### Topónimo
El 26 de noviembre de 1850 se dio reconocimiento oficial a la nueva ciudad con el nombre de Michelena en honor a Santos Michelena, quien fue un agente gubernamental asesinado durante los sucesos del 24 de enero de 1848 en el Congreso Venezolano. 
El apellido Michelena es de origen vasco, y significa ‘casa propiedad de Michel’, y está compuesto del nombre de persona Michel y el sufijo -ena que indica propiedad. Es originario del norte de Navarra (España), probablemente del valle de Baztán.

### Hitos históricos
- El 4 de marzo de 1849, el Pbro. José Amando Pérez se convirtió en el dirigente de una migración de casi cuarenta familias que resolvieron partir en búsqueda de un nuevo lugar en donde vivir, y decidieron quedarse en una meseta a 10 kilómetros de Lobatera. Allí se fundaría un pueblo que en un principio llevaba el nombre de Caserío de Sabana Grande, dependiente del cantón Lobatera.

- El 26 de noviembre de 1850 se le dio reconocimiento oficial a la nueva ciudad, con el nombre de Michelena en honor a Don Santos Michelena quien fue un agente gubernamental asesinado durante los sucesos del 24 de enero de 1848 en el congreso venezolano.

- En 1860 Michelena fue tomada en cuenta por las autoridades regionales para elevarla a la máxima categoría político-administrativa del Estado, que entonces era el cantón.

- El 28 de marzo de 1864 el cantón Michelena se convirtió en distrito, ya que poseía las condiciones requeridas según el artículo 28 de Constitución Federal que entró en vigencia ese mismo año. El 17 de enero de 1866 la Asamblea Constituyente aprobó la división político territorial del Táchira en cinco Departamentos, siendo Michelena el tercero compuesto por los Distritos Lobatera y San Juan de Colón y teniendo a Michelena como capital.

## Cultura
En Michelena, son las fiestas decembrinas la máxima representación de su cultura popular, especialmente el día 30 de noviembre cuando se da la bienvenida a la Navidad. Durante ese día se quema pólvora, se encienden las luces de la plaza Bolívar y las del pesebre de la iglesia. 
Posteriormente, se llevan a cabo las misas de aguinaldo, las cuales comienzan el 15 de diciembre, donde cada comunidad, ya sea barrio, urbanización, aldea o caserío, ofrece lo mejor de sus cosechas o particularidades, de este modo le corresponde una misa a cada aldea, y siempre la primera es la de la escuela de suboficiales de la Guardia Nacional, los cuales anualmente tocan las gaitas y al finalizar la misa reparten al pueblo pasteles y masato en el atrio de la iglesia.
En cuanto al aspecto musical, la Banda Municipal fundada en 1877, llena de orgullo y pertenencia a los habitantes de Michelena, y años atrás, cada domingo la plaza central es el punto de encuentro de los michelenses para escuchar las comparsas de la banda, así como también se espera su actuación con ansiedad en las festividades religiosas y las fechas decembrinas.
Respecto a las artes dramáticas, Michelena cuenta con el Grupo Travesía, como principal exponente del teatro del municipio desde los años ochenta del siglo XX; con Magali Mora a la cabeza, el grupo se ha ido reciclando con el pasar de los años y son muchas las generaciones de jóvenes que han aprendido las artes escénicas con este grupo de teatro.
Un dato curioso de principios del siglo xx es que uno de los acontecimientos cotidianos más esperados por la comunidad era el toque diario de la campana de la iglesia a las 9:00 de la noche. Este sonido anunciaba que, pocos minutos después, se apagarían las luces de la plaza, lo que indicaba a los habitantes que debían retirarse a sus hogares.

## Educación
Michelena es una ciudad en movimiento, y muestra de esto es la llegada del Instituto Universitario de Tecnología Agroindustrial (IUT), que ocurrió el 27 de julio de 1991, teniendo como sede provisional la Unidad Educativa “Camilo Prada”, donde ingresan estudiantes tanto del municipio como de fuera de él y hasta de otros estados, los cuales se benefician con la llegada de esta casa universitaria. Con esta apertura avanza la población en cuanto a lo económico y lo social. 
La creación de este instituto universitario constituye un gran acontecimiento para todas las poblaciones de la zona norte del estado, entre estos Michelena. La sección de Geología y Minas inició su andadura con 93 alumnos, y tiene como sede el antiguo Centro de Estudiantes Universitario, propiedad de la alcaldía. Actualmente se encuentra su nueva sede en la calle 1 entre carreras 2 y 3 del barrio Santa Rita.
También cuenta con la Academia Técnica Militar de la Guardia Nacional Bolivariana (ATMGNB), fundada en el año 2014 y adscrita a la Universidad Militar Bolivariana de Venezuela (UMBV). La cual gradúa en 4 años oficiales técnicos, Licenciados en Ciencias y Artes Militares con menciones: Guardería Ecosocialista, Investigación Penal, Resguardo Nacional y Seguridad.

## Religión
Michelena siente arraigo hacia las manifestaciones religiosas ya que se considera una población creyente y defensora de la fe católica. Estas expresiones religiosas se llevan a cabo durante todo el año, y entre ellas destaca la Semana Santa, donde lo central para los habitantes es la procesión por las calles del municipio con el Santo Sepulcro, el cual representa a Jesucristo colocado en un sarcófago luego de su crucifixión y muerte; es cargado por aproximadamente 36 hombres, los cuales hacen sus promesas y piden perdón a Dios por sus propios pecados y los del mundo entero.
Hay tres iglesias católicas en la ciudad de Michelena:
- La iglesia de San Juan Nepomuceno en el centro de la ciudad.
- La iglesia de Santa Rita de Casia, ubicado en el barrio Santa Rita.
- El templo María Auxiliadora, que está localizado en la urbanización Andrés Bello.

Aunque tradicionalmente la ciudad siempre ha sido de creencia católica, entre sus ciudadanos hay libertad religiosa y alberga también templos de otras religiones:
- Iglesias Evangélicas
- Testigos de Jehová
- Gnosticismo
- Espiritismo Marialioncero
- Rezanderos
- Religión Yoruba santería
- Iglesia Adventista del Séptimo Día (Calle principal de El Rodeo)

## Turismo
El Municipio Michelena siempre ha mantenido un constante flujo de turistas de diferentes partes del Táchira, de Venezuela e incluso del mundo. Ya sea debido a los juegos de Fútbol Interfamilias, para las Vísperas decembrinas o simplemente para disfrutar del clima frío en el Municipio. Entre algunas de las principales atracciones turísticas del Municipio destacan:
- Aldea Boca de Monte, ubicado a una hora y media aproximadamente del Municipio Metropolitano. Se encuentra una Aldea aún habitada cuya principal fuente de ingresos es el Turismo y la Agricultura. El mismo posee un mirador desde el cual se puede observar las montañas tachirenses. En el mismo se puede hacer compra de comidas y bebidas típicas. Es recomendable hacer uso de ropa para el frío debido a las bajas temperaturas que puede alcanzar el lugar.
- Casa Natal de Marcos Pérez Jiménez, que actualmente funciona como Museo, donde muestran los objetos originales de la residencia del expresidente venezolano.
- La Plaza Bolívar, centro de concentración de los ciudadanos del Municipio, visitada usualmente en las tardes, para disfrutar con sus familias y|o amigos.
- Parque de la Aviación, lugar para poder pasear, ubicado en la zona llamada Santa Rita, donde están a disposición diferentes juegos infantiles. El nombre del parque hace honor a la Aviación Venezolana. El parque es fácil de distinguir debido al Avión que reposa sobre un pilar en la esquina del Parque.
- Plaza Andrés Bello, ubicada en la Urbanización con el mismo nombre. Es un lugar con un gran atractivo para las personas de la localidad.
- Iglesia San Juan Nepomuceno, ubicada en frente de la Plaza Bolívar, presenta un gran atractivo turístico debido a su Arquitectura y a sus grandes dimensiones, lo que hace a este lugar unos de los principales puntos de referencia en cuanto a la religión católica en el Municipio, también debido a sus llamativas torres, lo que hace casi una tradición el escuchar las campanas sonando a las seis de la tarde anunciando el comienzo de la Misa.

## Michelenenses célebres
- General Marcos Pérez Jiménez, nació en Michelena, el 25 de abril de 1914. Fue Presidente Venezuela desde 1952 hasta su derrocamiento, el 23 de enero de 1958.
- Ilich Ramírez Sánchez, más conocido como Carlos "El Chacal", nacido en Michelena el 12 de octubre de 1949. Es un terrorista y mercenario miembro de la Organización para la Liberación de Palestina condenado a cadena perpetua en Francia por delitos de terrorismo.[4]
- Francisco Antonio Zambrano: nació el 16 de febrero de año 1918, en el hato del municipio Michelena. Célebre educador que inició su carrera profesional el 1 de febrero de 1944 como instructor de menores recluidos en el cuartel de la policía del estado Táchira. Vicepresidente del consejo municipal de Michelena año 1974-1977, creador del eslogan "Michelena Corazón del Táchira" en el año de 1974, publicado en el artículo que escribió denominado un breve comentario, en el folleto de las bodas de plata del Presbítero José Amando Pérez.
- Gaby Arellano: exdirigente estudiantil de la Universidad de Los Andes y del Movimiento 13 de marzo, diputada a la Asamblea Nacional de Venezuela (2015-2020), líder del partido Voluntad Popular y de la Resistencia Nacional contra los Gobiernos de Hugo Chávez, Nicolás Maduro y Diosdado Cabello.
- Prof Aura de Morales Educadora y política con 78 años de edad todavía se dedica a la educación de los jóvenes michelenenses en el colegio doña mery morales de zambrano. Expresidente del concejo municipal y mujer luchadora por la democracia Venezolana.

## Gastronomía
Las sopas de legumbres son muy comunes en el municipio de Michelena entre ellas: 
el mute, la pisca andina, quinchonchos, gallinazo, o caraotas negras, arepa de maíz pelado, bebidas como el calentado, la mistela y el masato.

## Poblaciones
La ciudad de Michelena cuenta con unos 22.000 habitantes siendo esta el único centro urbano del Municipio, el resto de la población se concentra en la Comunidad del Uvito segunda en importancia por el dinamismo y crecimiento de su población cuenta con unos 1800 Hab. Otras poblaciones destacables: La Carbonera, El peñón, Boca de Monte, La Cumbre y Tribiños.